# Banteln
Banteln là một thị xã ở huyện Hildesheim trong bang Niedersachsen, Đức. Đô thị Banteln có diện tích 7,51 km², dân số thời điểm ngày 31 tháng 12 năm 2006 là 1688 người.